# La Puissance et la Faiblesse
La Puissance et la Faiblesse. Les États-Unis et l’Europe dans le nouvel ordre mondial (Of Paradise and Power : America and Europe in the New World Order) est un ouvrage du politologue américain Robert Kagan, paru en 2003. Il est tiré d'un essai paru dans la revue conservatrice Policy Review (en). Succès éditorial, le livre a été traduit dans plus de 25 langues. 

## Thèse de l'ouvrage
Robert Kagan affirme que les « Américains » et les « Européens » ne partagent pas la même vision du monde. Les premiers seraient de Mars et les seconds de Vénus : tandis que les Américains restent ancrés dans l'histoire et la conflictualité inhérente aux relations entre les nations (vision « hobbesienne »), les Européens seraient entrés dans un autre monde, un « paradis post-historique » où règnerait la paix perpétuelle de Kant.
Selon Kagan, l'Amérique perçoit l'Europe comme faible, épuisée et inconséquente, tandis que l'Europe voit les États-Unis comme unilatéralistes et belliqueux.
L'Europe aurait abandonné le réalisme politique, responsable des grands conflits mondiaux, au profit d'une vision moraliste de la politique internationale (mais ironiquement, remarque-t-il, c'est l'intervention militaire des États-Unis contre l'Allemagne nazie qui a permis à l'Europe de croire qu'elle vivait dans ce paradis post-historique, au-delà du pouvoir et de la force). Les États-Unis qui, à la fin du XVIIIe siècle avaient adopté une « stratégie de la faiblesse » en raison de l'insuffisance de leur puissance militaire, fondée sur la promotion du commerce et du droit international, sont aujourd'hui en position d'hyperpuissance, ce qui leur permet de s'émanciper des contraintes du droit et des institutions internationales (notamment l'ONU).
Le fossé transatlantique ne repose pas seulement sur cette disparité de forces, mais aussi sur une divergence idéologique profonde : les idéaux et les principes développés au sein de l'Union européenne seraient étrangers à l'expérience américaine.
Pour Kagan, les deux fossés, technologique et idéologique, se renforcent mutuellement, au risque de provoquer des divisions irréversibles.